# 액체 로켓

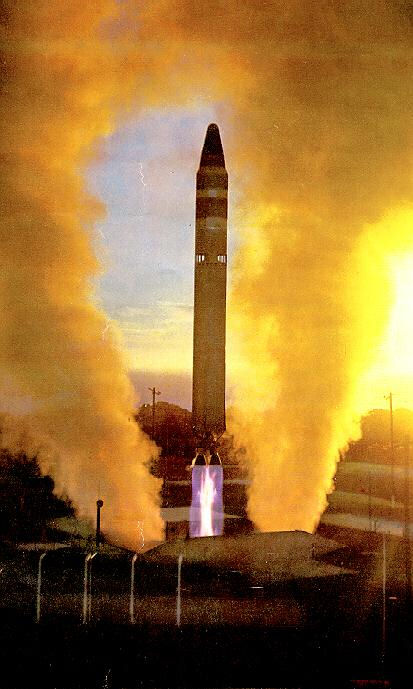

액체 로켓(液體 rocket)은 액체 추진제를 사용하는 로켓이다.
로켓모터, 추진약의 탱크와 공급장치, 제어장치 등으로 구성된다. 보통 연료와 산화제(酸化劑)를 각각 별개의 탱크에 저장해 두었다가, 펌프 또는 가스의 압력에 의하여 고압의 연소실로 강제적으로 보내어 연소시킨다. 각종 제어장치에서 필요에 따라 추진약의 공급을 조절하고, 이로써 추진력을 제어한다. 그 때문에 고체로켓에 비해서 구조는 복잡하게 된다. 가스가압식은 구조가 간단하고 경량이지만 일반적으로 가스압력이 낮고 지속시간이 짧으므로 추진약의 유량이 제한되며, 큰 추진력은 내지 못한다. 또 추진제 용기는 압력에 견딜 수 있어야 한다.
대형로켓은 대부분 펌프가압식을 채용하고 있다. 펌프는 다른 계통의 가스 발생 장치로부터 분출되는 가스에 의해서 터빈을 돌려서 구동한다. 구조는 간단하나 추진력이 작고, 주기관(主機關)으로서는 적당치 않으며 보조제어용이라든가 가스발생용 등으로 쓰인다.

## 추진제
수 년동안의 기간 동안 수 천가지의 연료의 조합과 산화제들을 시도해 본 결과 다음과 같은 공통점을 갖게 되었다.

### 저온체(Cryogenic)
- 액화 산소와 액화 수소 - 스페이스 셔틀 주엔진
- 액화 산소와 액화 메탄 - 랩터와 BE-4 엔진 발전

가장 효율적인 혼합물은 산소와 수소로 초저온 온도에서도 견디며 액체 수소를 저장하는 데 필요하며, 매우 낮은 연료 밀도로 저용량과 절연에 필요한 고용량 탱크를 위해 필요하다.

## 같이 보기
- 고체 로켓